# Polystachya henrici
Polystachya henrici är en orkidéart som beskrevs av Rudolf Schlechter. Polystachya henrici ingår i släktet Polystachya och familjen orkidéer. Inga underarter finns listade i Catalogue of Life.